# David Smith (athlétisme)
Pour les articles homonymes, voir David Smith et Smith.
David Smith (né le 14 juillet 1991) est un athlète britannique, spécialiste du saut en hauteur.
Le 1er juillet 2018, lors des Championnats britanniques à Birmingham, il porte son record personnel à 2,26 m pour remporter la 2e place, avec la même mesure que Chris Baker.
- World Athletics

- Fiche IAAF 266672